# Spuk unterm Riesenrad
Spuk unterm Riesenrad ist eine siebenteilige Kinderserie von C. U. Wiesner und Günter Meyer, die ab Neujahr 1979 im DDR-Fernsehen lief und nach großem Erfolg zu einem zweiteiligen Kinofilm (Teil 1: Die Ausreißer, Teil 2: Eine Burg in Gefahr) zusammengeschnitten wurde. Dieser lief regelmäßig in DDR-Kinos im Kinderprogramm und wurde auch in der Bundesrepublik Deutschland ausgestrahlt. Eine gleichnamige Neuverfilmung kam am 22. Februar 2024 in die Kinos.

## Handlung
Die drei Kinder Keks, Umbo und Tammi verbringen die Sommerferien bei ihren Großeltern, die in Berlin-Treptow im Kulturpark Plänterwald eine Geisterbahn (Dämonenexpress) betreiben. Dort erwecken sie durch Zufall drei Figuren der Geisterbahn – eine Hexe, einen Riesen und das Rumpelstilzchen – in der Spree zum Leben. Diese drei sehr verschiedenen Charaktere fahren mit Bus und U-Bahn in die Innenstadt. Sie besorgen sich auf ihrer Flucht vor den Kindern neue Kleidung und fliegen, nach einem „Beutezug“ durch das Centrum Warenhaus am Alexanderplatz, mit einem Staubsauger in den Harz. Dort angekommen, wollen die drei den Hexentanzplatz aufsuchen. Dieses Unterfangen erweist sich als Fehler, denn der zu Lebzeiten der drei ruhige Hexentanzplatz ist mittlerweile zu einem beliebten Touristenmagneten geworden. Gejagt von den Kindern und deren Großvater sowie gebeutelt von den vielen Menschen, fliehen die drei auf die Burg Falkenstein. Dort spitzt sich die Lage zu, als die drei Geister sich erneut den Kindern stellen müssen und Rumpelstilzchen die Burg in seine Gewalt bringen will. Nur mit dem uralten Bannspruch, der in einer alten Chronik im Keller der Burg entdeckt wird, können sie den Geistern jetzt noch etwas entgegensetzen. Als der Großvater den Spruch findet, erkennt er, dass er ein verschlüsselter Hinweis darauf ist, dass nur Schnee im Erntemonat August die Rückverwandlung möglich macht. Währenddessen stößt Keks auf die Hexe, die sich als die verwunschene Prinzessin der Burg entpuppt und sich mit Keks anfreundet. Rumpelstilzchen entführt Keks und bringt den Riesen durch scheinbare Reue dazu, ihm Holz zu bringen, mit dem er die Burg anzünden will. Als Umbo und Tammi mit der Hilfe der Hexe Keks retten, droht Rumpelstilzchen die Burg anzuzünden, falls man ihn nicht zum neuen Burgherrn erklärt. Die Hexe und der ebenfalls geläuterte Riese helfen dabei, das Feuer zu löschen, und der Riese hängt Rumpelstilzchen an einen Mast über dem Burgtor. Als der Polizist Leutnant Märzenbecher mit einem Feuerlöscher anrückt, kann Rumpelstilzchen, durch den Schnee des Löschers, in eine Puppe zurückverwandelt werden. Nun verfolgen der mit dem Feuerlöscher bewaffnete Märzenbecher, der Großvater und der Burgdirektor die anderen beiden, als die Kinder sich dazwischenstellen und sie vor einer Rückverwandlung beschützen.
Die Serie endet in Berlin bei den Großeltern, wo die neuen Personalausweise der beiden ehemaligen Märchenfiguren Otto Riese und Emma Falkenstein gezeigt werden, als Märzenbecher versehentlich einen Löffel Grießbrei hinter sich wirft und den Riesen trifft, der nur noch sagt: „Jetzt geht das wieder von vorne los.“

## Episoden
1. Die Ausreißer
2. Gespenster auf Rädern
3. Alarm im Warenhaus
4. Flucht in die Berge
5. Eine Burg in Gefahr
6. Die schauerliche Nacht
7. Rumpi schlägt zu

## Entstehung und Hintergrund
Drehorte waren unter anderem der Kulturpark Plänterwald, in dem sich Riesenrad und Geisterbahn befanden, das Spreeufer gegenüber der Halbinsel Stralau, das Centrum-Warenhaus am Alexanderplatz und verschiedene Straßen in Berlin sowie Thale, Blankenburg und die Burg Falkenstein im Harz. Bei den Szenen am Spreeufer wurde auch auf dem Schleppdampfer „Helene“ (D2-677) gedreht, dieser wurde kurze Zeit später ausgemustert und 1986 abgewrackt.
Drehbeginn war im September 1977, Drehende im März 1978.
Bei der Erstsendung der Serie sollte nach dem Willen der Verantwortlichen des DDR-Fernsehens zunächst der 3. Teil (Alarm im Warenhaus) nicht mit ausgestrahlt werden. Grund für diese Entscheidung war ein Versorgungsengpass mit Fleisch- und Wurstwaren in der DDR. In dieser Situation wollte man den Zuschauern weder volle Auslagen an einem Fleischstand im Warenhaus noch eine Szene zeigen, in der der Riese Fleisch und Wurst eine Treppe im Kaufhaus herunterfallen lässt. Nach Protesten von Autor und Regisseur entschloss man sich im Fernsehen, die Folge um die betreffenden Einstellungen gekürzt zu zeigen. Regisseur Meyer konnte zudem durchsetzen, dass die Kürzungen nicht in der 35-mm-Kopie des Films, sondern nur in der Sende-MAZ vorgenommen wurden. Da MAZ-Bänder beim DDR-Fernsehen in dieser Zeit mehrfach verwendet wurden (also überspielt wurden), griff man bei der nächsten Wiederholung der Serie allerdings auf die 35-mm-Kopie zurück und zeigte die Folge – wie bei allen weiteren Wiederholungen – ungekürzt.
In der gleichen Folge gibt es eine Szene, in der das Rumpelstilzchen das Drahtgitter einer Tür aufschweißt. Dazu benutzt es seinen Finger, den es zum Glühen bringen kann. Dafür wurde der Finger des Rumpelstilzchen-Darstellers Siegfried Seibt mit einer speziellen „Finger-Maske“ versehen, die es mit einer elektrischen Glühlampe erlaubte, den Finger „glühen“ zu lassen. Außerdem konnte über ein kleines Rohr zugeführter Rauch ausgeblasen werden. Das Anlegen dieser Maske dauerte jeweils über eine Stunde, da der Kleber austrocknen musste. Auf das Gitter war eine Brennschicht aufgetragen, wie sie auch bei Wunderkerzen verwendet wird. So konnte das Gitter selbständig abbrennen und der Darsteller musste nur seinen leuchtenden und rauchenden Finger parallel dazu bewegen. Bei den Aufnahmen geriet Seibt allerdings mit seinem Finger so dicht an den Draht, dass der Finger zu brennen anfing (was man im Film bei genauer Betrachtung auch sehen kann). Mit strenger Disziplin und unter Schmerzen brachte Seibt die Einstellung zu Ende, obwohl er sich dabei Brandblasen am Finger zuzog. Damit rettete der Schauspieler allerdings den Drehtag, denn ein erneutes Anlegen der Finger-Maske wäre zeitlich nicht machbar gewesen.
In der letzten Folge agieren Riese und Rumpelstilzchen an einem Reisighaufen, mit dem die Burg ausgeräuchert werden soll. Während einer Einstellung, in der der Riese das Rumpelstilzchen auf seine Schulter wirft, brach Lisewski Seibt versehentlich zwei Rippen. Im Gegenzug wurde Lisewski durch einen vorschnellenden Ast im Gesicht verletzt, als er Seibt in einer anderen Einstellung aus diesem Reisighaufen zog. Daraufhin konnte Lisewski acht Tage lang nicht drehen.

## Darsteller und Rezeption
Nach dem großen Erfolg von Spuk unterm Riesenrad drehte Regisseur Günter Meyer die konzeptionell ähnlich angelegten Serien Spuk im Hochhaus und Spuk von draußen. Stefan Lisewski ist der einzige Darsteller, der in allen drei DDR-Spuk-Serien von Günter Meyer eine größere Rolle spielt: als Riese in Spuk unterm Riesenrad, als Hausmeister (und Sänger des Titelliedes) in Spuk im Hochhaus und als Graf von Bärenfels in Spuk von draußen. Siegfried Seibt spielte die Rolle des Rumpelstilzchens bereits 19 Jahre zuvor in dem DEFA-Spielfilm Das Zaubermännchen und ist auch bei Spuk im Hochhaus als Korrepetitor in Folge 3 zu sehen. Dima Gratschow und Henning Lehmbäcker sind auch in Folge 5 von Spuk im Hochhaus als Jugendliche zu sehen. Wolfgang Winkler spielte in Spuk unterm Riesenrad eine kleine Rolle als Heizer auf einer Dampflok. Katja Paryla spielte in Spuk im Hochhaus eine der Hauptrollen: Jette Deibelschmidt.
Icestorm Entertainment veröffentlichte die Serienversion von „Spuk unterm Riesenrad“ in Zusammenarbeit mit dem Deutschen Rundfunkarchiv am 12. Oktober 2009 auf DVD. 2011 wurde ein Hörspiel veröffentlicht, das Original-Stimmen der Fernsehserie verwendet und von Claus Ulrich Wiesner erzählt wird. Am 7. Oktober 2013 veröffentlichten Telepool und Icestorm die Serie auf Blu-ray Disc.
Die Kinderdarsteller Dima Gratschow, Henning Lehmbäcker und Katrin Raukopf wurden später keine Schauspieler. Lehmbäcker spielte noch den Ronny in der Nachfolgeserie Spuk im Hochhaus und arbeitet heute als Zahnarzt in Zeuthen. Raukopf ist als Industriekauffrau tätig. „Umbo-Darsteller“ Dima Gratschow spielte 1982 in zwei Folgen den Sohn des Hausmeisters Jan Kegel in Spuk im Hochhaus. Lehmbäcker und Raukopf haben den Kontakt zu Gratschow Mitte der 1980er Jahre verloren.

## Theaterstück
2012 wurde das gleichnamige Sommertheater am Original-Drehort, dem mittlerweile verlassenen Berliner Freizeitpark Spreepark im Plänterwald, unter der Schirmherrschaft von Spuk-Erfinder C.U. Wiesner uraufgeführt. Auf Grund der Nachfrage gab es 2013 und 2015 erneute Spielzeiten. Insgesamt sahen über 7.000 Besucher das Open-Air-Stück im Plänterwald. Es gab 2012 und 2013 auch Inszenierungen in Rostock.
In Dresden wird das Stück seit 2012 aufgeführt, aktuell am Boulevardtheater mit großem Erfolg, u. a. mit Jürgen Mai als Riese, Ulrike Mai als Hexe und Volker Michalowski als Rumpelstilzchen.